# The Capitol Albums, Volume 1
The Capitol Albums Vol. 1 är en samlingsbox med fyra CD-skivor med The Beatles från 2004. Boxen innehåller Beatles fyra första amerikanska LP-skivor på EMI-etiketten Capitol 1964. Varje CD innehåller respektive album i både mono- och stereoversion. Skivorna hade ursprungligen producerats i Storbritannien av Beatles' ordinarie producent George Martin. På vissa skivor uppges Dave Dexter Jr. som medproducent på de amerikanska skivorna, som skiljer sig från de europeiska med annan låtsammansättning, ofta färre låtar och i vissa fall mer eko och en mer kompakt ljudbild. CD-versionerna har remastrats av Ted Jensen vid Sterling Sound, New York.
De fyra album som ingår är:
1. Meet The Beatles! ursprungligen utgivet den 20 januari 1964
2. The Beatles' Second Album ursprungligen utgivet den 10 april 1964
3. Something New ursprungligen utgivet den 20 juli 1964
4. Beatles '65 ursprungligen utgivet den 15 december 1964

Dessutom ingår en liten bok (booklet),
Två amerikanska album från denna saknas eftersom de givits ut på annat bolag - Introducing The Beatles, som kom ut på Vee-Jay Records och soundtracket till filmen A Hard Day's Night, som gavs ut av United Artists.
Ytterligare ett album gavs den 23 november 1964 ut av Capitol - dubbel-LP:n The Beatles' Story. Detta innehåller dock huvudsakligen intervjuer och har därför inte tagits med i The Capitol Albums Vol. 1.